# 歲月留聲
歲月留聲（英語：aTV Classic）前香港亞洲電視擁有的一條以粵語廣播的資訊娛樂重播頻道，於2012年12月31日晚上23:30分开播，全天24小時播出，節目以粵語劇集、娛樂綜藝節目、清談節目為主。該台的選台號碼為13。頻道的宣傳口號是「閃爍輝煌 光影不滅」，頻道以播放麗的/亞視在1970年代至2010年代期間製作的綜藝節目和電視劇為主。
隨著亞洲電視於2015年4月1日不獲行政長官會同行政會議續牌，亞視須結束本地免費電視廣播。其六條數碼頻道（包括本頻道）及兩條模擬電視頻道由2016年4月2日凌晨零時正起終止放映。
本頻道的標清節目採用4比3信箱制式，節目畫面以外的地方採用彩帶替代傳統的黑邊。2015年7月24日起，亞視所有頻道播映以4比3制式播放的節目時，節目畫面以外的地方變回黑邊。
由於亞洲電視在結束免費電視廣播前，於本港台、亞洲台及國際台已經不斷重播電視劇及電視節目，歲月留聲被批評是亞視名正言順地重播節目。
本頻道曾於2013年6月8日開始於馬來西亞ABNxcess播放，2015年停播。

## 歷史
2009年3月23日，亞洲電視宣佈重組其數碼頻道，於4月1日停播新聞財經頻道、動感資訊頻道、魅力資訊頻道、文化資訊頻道及aTV高清頻道，並新增作全天24小時播出的亞洲高清台及轉播中天亞洲台，亦承諾在7月1日增設一條標清頻道。
其後，廣播事務管理局宣佈准許亞洲電視押後開台日至2009年10月1日，並命名該頻道為亞視資訊娛樂台。但至10月1日當天，亞洲電視在原定頻道號轉播廣東南方衛視（現大湾区卫视），亞視資訊娛樂台的计划擱置。
2011年10月，亞洲電視於其節目巡禮中表示將於2012年推出一條24小時劇集頻道，亞洲電視表示此舉可為觀眾提供更多元化戲劇享受。但因當時節目巡禮內提及的劇集數目並不多，因此在網上的輿論皆表就算該頻道能夠成功啟播，頻道播放的節目將改以播放以往由亞洲電視製作的劇集為主。
2012年9月28日，繼承廣播事務管理局功能的通訊事務管理局宣佈，批准亞洲電視於2013年1月1日或之前開播亞視資訊娛樂台，使用現在亞洲電視用於轉播南方衛視的頻道；而南方衛視則於10月1日停播。
2012年12月尾，亞洲電視表示，會於2012年12月31日晚上23:30開播一條以播放以往由亞洲電視製作的節目為主的新頻道：歲月留聲。而當日啟播後，先播放亞洲電視台歌《萬里長城永不倒》，之後的首個節目是與本港台和亞洲台同步播出的除夕倒數節目《ATV與你跨越2013》。早期该频道台标位置和亞洲台一樣完全靠左。早期頻道包裝為金色和青色三角形設計，以金色作為識別。
2013年農曆新年期間，歲月留聲推出特別節目編排，以及推出主題節目《蛇來運到@ATV》慶祝新年。
2013年3月11日，歲月留聲更換台标，台标位置移至4:3模擬畫面寬高比内。
2013年7月1日，更換頻道包裝至橙黃色柱體設計，歲月留聲以橙黃色作為識別。
2014年5月12日，亞洲電視為紀念歲月留聲播放500天，暫停播放ATV粵曲會知音、活色生香、再見艷陽天、星光伴我行II和方太美食廣場一星期，改為播放當年較為高收視的節目歷史也瘋狂II、今日睇真D、龍門陣和今夜不設防。
2015年開始，亞視因資金緊絀而拖欠員工薪酬，節目播映受到影響。
- 2015年1月5日開始：
  - 取消在畫面右上角長期顯示節目名稱。

2016年1月1日起，更換頻道包裝至紫色圓框設計，歲月留聲改以紫色作為識別，更換節目宣傳片包裝；但家長指引、聲道提示仍維持舊有橙黃色柱體設計。
2016年1月5日起，歲月留聲恢復播放台徽呼號畫面，採用紫色城市設計；但家長指引、聲道提示仍維持舊有橙黃色柱體設計。
2016年2月27日起，更換台徽呼號包裝至以紫色為主調的花朵設計。

### 結束廣播
2016年4月2日凌晨零時後，配合亞視免費電視牌照屆滿，歲月留聲終止播映。歲月留聲於2016年4月1日晚上11時30分至凌晨零時播映的最後一個電視節目為《冷知識衝動》。
亞洲電視香港本地免費電視節目服務牌照有效期屆滿當天（2016年4月1日），歲月留聲的節目表：

| 4月1日原訂播映內容 | 4月1日原訂播映內容       |
| 播出時間           | 節目名稱                 |
| ------------------ | ------------------------ |
| 23:30~00:30        | 活色生香                 |
| 00:30~02:30        | 亞視精品劇場：愛者有其屋 |
| 02:30~04:30        | 九品芝麻官               |
| 04:30~05:00        | 影響世界的中國人         |
| 05:00~06:00        | 活色生香                 |
| 06:00~08:00        | 亞視精品劇場：愛者有其屋 |
| 08:00~10:00        | 開心繼續笑               |
| 10:00~11:00        | 亞視精品劇場：巨星       |
| 11:00~12:00        | 方太美食廣場             |
| 12:00~14:00        | 開心繼續笑               |
| 14:00~15:00        | 亞視精品劇場：巨星       |
| 15:00~17:00        | 亞視精品劇場：愛者有其屋 |
| 17:00~17:30        | 影響世界的中國人         |
| 17:30~18:30        | 方太美食廣場             |
| 18:30~20:30        | 亞視精品劇場：愛者有其屋 |
| 20:30~22:30        | 開心繼續笑               |
| 22:30~23:30        | 亞視精品劇場：巨星       |
| 23:30~23:59        | 冷知識衝動               |
| 00:00              | 慈雲山發射站中斷訊號     |

| 4月1日實際播映內容 | 4月1日實際播映內容                             |
| 播出時間           | 節目名稱                                       |
| ------------------ | ---------------------------------------------- |
| 23:30~00:30        | 活色生香                                       |
| 00:30~02:30        | 亞視精品劇場：愛者有其屋                       |
| 02:30~04:30        | 九品芝麻官                                     |
| 04:30~05:00        | 影響世界的中國人                               |
| 05:00~06:00        | 活色生香                                       |
| 06:00~08:00        | 亞視精品劇場：愛者有其屋                       |
| 08:00~10:00        | 開心繼續笑                                     |
| 10:00~11:00        | 亞視精品劇場：巨星                             |
| 11:00~12:00        | 方太美食廣場                                   |
| 12:00~14:00        | 開心繼續笑                                     |
| 14:00~15:00        | 亞視精品劇場：巨星                             |
| 15:00~17:00        | 亞視精品劇場：愛者有其屋                       |
| 17:00~17:30        | 影響世界的中國人                               |
| 17:30~18:30        | 方太美食廣場                                   |
| 18:30~20:30        | 亞視精品劇場：愛者有其屋                       |
| 20:30~22:30        | 開心繼續笑                                     |
| 22:30~23:30        | 亞視精品劇場：巨星                             |
| 23:30~23:59:57     | 冷知識衝動（錯誤延伸至16:9模式播出）（不完整） |
| 23:59:57~00:00     | 藍畫面（仍由亞視大埔總台控制室播出）           |
| 00:00              | 慈雲山發射站中斷訊號                           |

### 歷年頻道名稱
| 歲月留聲 | 2012年12月31日至2016年4月1日 |

2015年9月，亞視計劃調整現有頻道，歲月留聲將改名為「ATV 5 影視」（ATV 5 Drama），但隨著亞視免費電視牌照屆滿，有關計劃無疾而終。

## 節目

### 劇集
歲月留聲會重播麗的亞視在1970年代至2000年代期間製作的經典劇集，類型包括武打、劇情、愛情、溫馨及青春勵志劇集，包括《變色龍》、《天蠶變》、《大地恩情》、《I.Q.成熟時》、《我和殭屍有個約會》等。
2015年，亞視因資金緊絀，節目播映受到影響，大部份歲月留聲重播的劇集亦曾於本頻道播映。

#### 劇集時段
- 逢星期一至日
  - 06:00-08:00、12:00-14:00、20:30-22:30、翌日02:00-04:00（重播90年代自製劇集，每次播兩集）
  - 08:00-10:00、14:00-16:00、22:30-00:30、翌日04:00-06:00（重播80年代自製劇集，每次播兩集）

### 綜藝及資訊
歲月留聲會重播以娛樂、飲食、旅遊為主的綜藝節目，同時曾在深宵時段播出如《今夜不設防》、《貓頭鷹時間》等清談節目。另外，歲月留聲曾於週末以「亞視盛事系列」名義播出亞洲小姐競選、亞視台慶、《未來偶像爭霸戰》及歷年男士選美活動等大型節目。

## 節目主題
「歲月留聲」啟播後，亞洲電視會為不同節目冠上合適的主題，以加強節目的吸引力，詳見下表：

### 浪漫二重奏／浪漫經典
| 日期                   | 時間        | 節目         | 演員                                                                 | 附註                    |
| 2013年1月1日至1月28日  | 18:30-19:30 | 甜甜廿四味   | 張國榮、倪詩蓓、鍾保羅、莫少聰、文雪兒、蔡鎮川、關之琳               |                         |
| 2013年1月1日至1月28日  | 20:30-21:00 | 驟雨中的陽光 | 林國雄、陳秀雯、蔣 金、文雪兒、黎漢持、喬 宏、李燕萍、劉克宣、梁舜燕 |                         |
| 2013年2月26日至3月25日 | 18:30-19:30 | I.Q.成熟時   | 鍾保羅、莊靜而、莫少聰、蔡楓華、鄧藹霖、吳 回、車保羅                | 2月26日改為「浪漫經典」 |
| 2013年4月22日至5月24日 | 18:30-19:30 | 彩雲深處     | 余安安、劉緯民、岳 華、曾 江、陳曼娜、李燕燕                         |                         |

### 魅力綜藝@ATV
| 日期                   | 時間        | 節目                 | 主持                           | 附註 |
| 2013年1月1日至1月18日  | 19:30-20:30 | 開心主流派           | 曾志偉、林敏聰                 |      |
| 2013年1月21日至2月6日  | 19:30-20:30 | 開心主流派1991       | 曾志偉、林敏聰                 |      |
| 2013年2月25日          | 19:30-20:30 | 冷知識衝動之粉紅密碼 | 秦啟維、何彥樺                 |      |
| 2013年4月25日至5月25日 | 21:00-22:00 | 歷史也瘋狂           | 劉志榮、盧海鵬、李麗蕊、安德尊 |      |
| 2014年2月5日至4月8日   | 21:00-22:00 | 星光伴我行           |                                |      |
| 2014年4月9日至5月2日   | 21:00-22:00 | 星光伴我行II         |                                |      |
| 2014年5月4日至5月11日  | 21:00-22:00 | 媽媽伴我行           |                                |      |
| 2014年5月19日至5月30日 | 20:00-21:00 | 笑Joke1800秒I        |                                |      |
| 2014年6月2日至6月5日   | 20:00-21:00 | 笑Joke1800秒II       |                                |      |
| 2014年6月6日至6月11日  | 20:00-21:00 | 笑Joke1800秒III      |                                |      |
| 2014年6月12日至6月30日 | 19:00-20:00 | 香港冇問題           | 林敏聰、李麗蕊、陳輝虹         |      |

### 名製作人作品
| 日期                          | 時間        | 節目                     | 演員 | 附註                   |
| 2013年1月1日至4月29日         | 22:30-23:30 | 變色龍                   | 潘志文、劉志榮、劉緯民、馬敏兒、蔡瓊輝、魏秋華、吳 回、鄧碧雲、張 瑛、唐若菁、董 驃、邵音音                                                    | 製作人為李兆熊         |
| 2013年4月30日至8月30日        | 22:30-23:30 | 鱷魚淚                   | 潘志文、張瑪莉、林嘉華、馬敏兒、張 瑛、蔡瓊輝、袁麗嫦、良 鳴、陳振華、唐若菁、王 偉、邵音音、陳曼娜、張國榮                                    | 製作人為麥當雄、蕭若元 |
| 2013年9月2日至11月22日        | 22:30-23:30 | 天蠶變                   | 徐少強、顧冠忠、苗可秀、余安安、張瑪莉、張 瑛、伍衛國、楊澤霖、劉 江、馬敏兒、羅樂林、梁 天、韓義生、劉緯民、文千歲                            | 製作人為麥當雄、蕭笙   |
| 2013年11月25日至12月20日      | 22:30-23:30 | 大俠霍元甲               | 黃元申、董驃、米雪、黎漢持、梁小龍、黎宣、甘山、劉江、魏秋樺、徐小明、楊家安                                                                   | 製作人為徐小明         |
| 2013年12月23日至2014年1月30日 | 22:30-23:30 | 霍東閣                   | 錢小豪、鄭佩佩、姚鳳絲、劉志榮、麥翠嫻、金興賢、曾偉權、麥天恩、文雪兒、林迪安、吳回、良鳴、甘山、鮑漢琳、王偉                                 | 製作人為徐小明         |
| 2014年2月10日至3月7日         | 22:30-23:30 | 陳真                     | 梁小龍、徐小明、余安安、凌文海、林迪安、鄭雷、劉緯民、蔡瓊輝、張瑛、徐二牛、葉天行、董驃、楊家安                                               | 製作人為徐小明         |
| 2014年3月10日至8月14日        | 22:30-23:30 | 再見艷陽天（情定艷陽天） | 陳秀雯、馬景濤、鄧萃雯、林韋辰、商天娥、林偉、邵美琪、黃仲崑、鮑起靜、秦沛、李香琴、李小惠、巫奇、萬斯敏、黃璦瑤、戴夢夢、江圖、黃允材、楊嘉諾 | 製作人為楊紹鴻         |

### 情繫滿天星（2014年8月之前為「星星回憶」）
| 日期                         | 時間                                    | 節目             | 演員 | 附註                            |
| 2013年1月5日至2月3日         | 22:00-00:00                             | 浣花洗劍錄       | 張國榮、文雪兒、黎小田、陳惠敏、陳曼娜、王偉、吳回、倫志文                                                                           | 主題為張國榮                    |
| 2013年2月16日至3月17日       | 22:00-00:00                             | 白髮魔女傳       | 魏秋樺、曾偉權、黃造時、陳觀泰、良鳴、鮑漢琳、曹達華                                                                                 | 主題為魏秋樺                    |
| 2013年3月23日至7月6日        | 22:00-00:00                             | 追族             | 馮寶寶、歐陽佩珊、白茵、羅艷卿、張瑛、王偉、胡楓、黃曼梨、陳有后、唐若菁、萬梓良、陳振華、葉德嫻                                     | 主題為馮寶寶                    |
| 2013年7月6日至9月21日        | 22:00-00:00                             | 貂蟬             | 利智、湯鎮宗、王偉、江圖、吳寧、陳彩燕                                                                                               | 主題為利智 逢星期六晚播映       |
| 2013年9月21日至2014年5月10日 | 22:00-00:00                             | 秦始皇           | 劉永、米雪、王偉、馮寶寶、劉松仁、黃造時、麥翠嫻、江圖、潘志文                                                                       | 主題為劉永、米雪 逢星期六晚播映 |
| 2013年12月1日至2014年2月9日  | 22:00-00:00                             | 賭神秘笈'93      | 江華、萬綺雯、江圖、張家輝、楊玉梅、尹天照、何美婷、潘志文、胡渭康、劉錫賢                                                           | 主題為張家輝 逢星期日晚播映     |
| 2014年2月23日至_月_日        | 22:00-00:00 （8月3日起改為22:30-01:30） | 我來自潮州       | 陳庭威、歐錦棠、劉錫賢、文頌嫻、楊恭如、江圖、陳潔儀、李香琴、王戎、袁潔儀、斑斑、南紅、龍貫天、黃璦瑤、羅烈、徐二牛、謝雪心、鄭佩佩 | 主題為陳庭威 逢星期日晚播映     |
| 2014年5月3日至5月17日        | 21:00-22:00                             | 賭神秘笈（1992） | 張家輝、何美婷、楊群、蔡曉儀、徐二牛、江圖、吳廷燁、曾偉明、吳浣儀                                                                   | 主題為張家輝 逢星期六晚播映     |
| 2014年5月17日至6月21日       | 22:00-00:00                             | 中華英雄         | 何家勁、尹天照、羅頌華、關詠荷、葉玉卿、楊澤霖                                                                                       | 主題為何家勁 逢星期六晚播映     |
| 2014年5月24日至6月7日        | 21:00-22:00                             | 飛哥正傳         | 張家輝、郭耀明、張錦程、姜坤、李菁、陳植槐                                                                                           | 主題為張家輝 逢星期六晚播映     |
| 2014年6月14日至6月28日       | 21:00-22:00                             | 清裝追女仔       | 張家輝、寶珮如 | 主題為張家輝 逢星期六晚播映     |
| 2014年6月28日至_月_日        | 22:00-00:00 （8月2日起改為22:30-01:30） | 勝者為王         | 蔡少芬、張智霖、王宗堯、陳逸璇、杜汶澤、徐少強、樊亦敏、江圖                                                                         | 主題為張智霖 逢星期六晚播映     |
| 2014年7月5日至_月_日         | 21:00-22:00 （8月2日起改為20:30-22:30） | 點解阿sir係隻鬼  | 盧海鵬、莫家堯、萬綺雯、陳錦鴻、吳浣儀、駱達華、冼灝英、歐錦棠、李泳豪、羅青浩、盧希萊、張錦程                                       | 主題為盧海鵬 逢星期六晚播映     |

### ATV 55年頒獎禮得獎人系列節目
| 日期                         | 時間        | 節目            | 演員／主持 | 得獎人及獎項                |
| 2013年5月27日至7月5日        | 19:00-20:00 | 方太美食廣場    | 主持：方任利莎 | 方任利莎–「美食主持獎」     |
| 2013年5月27日至7月5日        | 21:30-22:30 | 情陷夜中環      | 演員：謝 賢、葉 璇、張文慈、黃浩然、林韋辰、谷祖琳、竇智孔                                                                                    | 張文慈–「女藝人獎」         |
| 2013年5月27日至10月22日      | 23:30-00:30 | 開枱            | 主持：劉志榮、安德尊、程 嵐 | 劉志榮–「終身成就男藝人獎」 |
| 2013年10月23日至2014年1月7日 | 23:30-00:30 | 冧莊            | 主持：劉志榮、安德尊、陳寶蓮 | 劉志榮–「終身成就男藝人獎」 |
| 2014年1月8日至1月14日        | 23:30-00:15 | 冧莊-台主爭霸戰 | 主持：劉志榮、安德尊、李菁 | 劉志榮–「終身成就男藝人獎」 |
| 2013年7月8日至8月16日        | 21:30-22:30 | 情陷夜中環2     | 張文慈、陳啟泰、葉 璇、謝 賢、金燕玲、盧海鵬、陳寶轅、袁文傑、羅家英、劉綽琪、謝雪心                                                          | 張文慈–「女藝人獎」         |
| 2013年8月19日至12月4日       | 21:30-22:30 | 新變色龍        | 演員：潘志文、劉志榮、馬敏兒、張 瑛、李月清、吳 回、梁 天、黃莎莉、林嘉華、林國雄、黃韻詩、劉克宣、蔡瓊輝、唐若菁、張錚、董驃、許瑩英、凌文海 | 潘志文–「男藝人獎」         |
| （已擱置）                   | （已擱置）  | 百萬富翁        | 主持：陳啟泰 | 55週年「人氣節目獎」        |

### 精彩跨越500天
| 日期                | 時間        | 節目         | 演員／主持                             | 附註                                                           |
| 2014年5月12日至16日 | 18:30-19:30 | 歷史也瘋狂II | 劉志榮、李麗蕊及一眾藝員               |                                                                |
| 2014年5月12日至16日 | 19:30-21:30 | 今日睇真D    | 林建明、盧希萊、林祖輝及一眾主持和記者 | 主題為 -全城焦點 -歷史時刻 -尋幽揭秘 -一起走過的日子 -時代巨輪 |
| 2014年5月12日至16日 | 22:30-23:30 | 龍門陣       | 徐佩瑩、潘福炎、鄭經翰、黃毓民及陳耀南 |                                                                |
| 2014年5月12日至16日 | 23:30-00:30 | 今夜不設防   | 黃霑、倪匡及蔡瀾                       |                                                                |

### 十部不可不看的經典劇集
| 日期                   | 時間                               | 節目               | 演員       | 獎項   |
| 2015年4月27日至6月10日 | 22:30-00:30                        | 鱷魚淚             | 詳見該條目 | 第10位 |
| 2015年4月27日至5月11日 | 20:30-22:30                        | 碧血青天楊家將     | 詳見該條目 | 第9位  |
| 2015年5月12日至6月18日 | 20:30-22:30                        | 浮生六劫           | 詳見該條目 | 第8位  |
| 2015年6月10日至8月7日  | 22:30-00:30 6月10日改為23:30-00:30 | 大內群英           | 詳見該條目 | 第7位  |
| 2015年6月19日至8月2日  | 7月6日改為19:30-21:30              | 大地恩情           | 詳見該條目 | 第6位  |
| 2015年7月9日至7月18日  | 22:30-00:30                        | I.Q.成熟時         | 詳見該條目 | 第5位  |
| 2015年7月19日至7月28日 | 22:30-00:30                        | 浣花洗劍錄         | 詳見該條目 | 第3位  |
| 2015年7月29日至8月2日  | 22:30-00:30                        | 青春三重奏         | 詳見該條目 | 第4位  |
| 2015年8月3日至8月12日  | 22:30-00:30                        | 甜甜廿四味         | 詳見該條目 | 第2位  |
| 2015年8月2日至8月9日   | 20:30-22:30                        | 上海風雲之爭雄歲月 | 詳見該條目 | 第1位  |

## 外部連結
- 歲月留聲官方網頁